# Pterolophia medioalbicollis
Pterolophia medioalbicollis là một loài bọ cánh cứng trong họ Cerambycidae.